# Николаевка (Ульяновская область)
Никола́евка — рабочий посёлок в Ульяновской области России. Административный центр Николаевского района.

## География
Расположен в южной части области в 198 км к юго-западу от областного центра города Ульяновска, на левом берегу реки Канадейки (принадлежит бассейну Волги.)
В посёлке железнодорожная станция Ключики на участке Пенза — Сызрань исторического хода Транссиба.

## Первопоселенцы
Большая часть крестьян была привезена из:
- Поники (1839) — Самойловы, Махалины, Логиновы, Тушановы, Матвеевы, Малешкины и другие[2];
- Комаровки (1842, 1849)[3][4];
- Рызлея (1842) — 7 семей: Русаковы, Чураковы, Денисовы и другие[5];
- Самайкина (1849)[4];
- Елшанки;
- Вязового ключа

и других сел, где у Николая Насакина имелись крестьяне.

## История
27 сентября 1839 года капитан Николай Александрович Насакин (1795—1859) купил у помещицы Екатерины Петровны Толстой имение при селе Рождественском Поником ключе тож со 158 крестьянами мужского пола — на этих землях впоследствии были построены первые крестьянские дворы Николаевки, названной в честь помещика-основателя.
В 1842 году в метрических книгах Богоявленской церкви села Поники впервые упоминаются прихожане из Николаевки.
В 1852—1853 годах между Н. А. Насакиным и помещиками Поники была заключена полюбовная сказка об отделении части земли села Рождественского, Поникий Ключ тож, к сельцу Николаевскому.
В 1859 году сельцо Николаевка, между трактами в гг. Карсун и Кузнецк, входило в состав Сызранского уезда Симбирской губернии, было 58 дворов, 325 жителей — 174 мужчины и 151 женщина. Функционировал базар.
В 1868 году в Николаевке было 65 дворов, 478 жителей.
В 1884 году в Николаевке Елшанской волости было 97 дворов, 594 жителя — 294 мужчины и 300 женщин.
В 1874 году, в связи со строительством железной дороги, Николаевка поглотила поселок Ключики.
В 1890 году была запущена Сызрано-Вяземская железная дорога и Николаевка стала пристанционным посёлком, с ж/д станцией «Ключики».
С 1893 года в Николаевке функционирует земская школа.
В 1897 году в Николаевке Никулинской волости был 694 жителя: 328 мужчин и 366 женщин. Из них от 8 до 12 лет: мальчиков 29, девочек 35, а всего 64
В 1900 году в Николаевке был 91 двор, 731 житель — 366 мужчин и 365 женщин.
В начале XX века, с постройкой Никольской церкви, сельцо Николаевка получило статус села.
В 1913 году в Николаевке было 142 двора, 930 жителей. Имелась церковь, земская школа, ярмарки 6 декабря и 9 мая, базары по воскресеньям, паровая мельница и конный завод Петра Вениаминовича Насакина (1871—1919).
В 1924 году Николаевка стала волостным центром. До этого она входила в состав Никулинской волости.
В 1925—1926 годах в Николаевке имелись Волостной исполнительный комитет (ВИК), сельсовет, школа первой ступени, изба-читальня, нарсуд, по воскресеньям работали базары.
В 1926 году в Николаевке была 1000 жителей, ВИК, телефон, ветеринарно-врачебный участок, ВолКом, КОВ.
В 1928 году началась коллективизация, в Николаевке на тот момент было 2 сельхозартели и машинное товарищество «Красный Восход».
С 1928 года Николаевка административный центр Николаевского района.
В 1930 году в Николаевке было 173 двора, 891 житель. Колхоз возглавлял 25-тысячник А. А. Миронов. Появилось 2 трактора.
В 1931 году организована МТС.
В 1996 году в Николаевке было 7200 жителей.
В 2005 году Николаевка стала центром Николаевского городского поселения.

## Экономика
Ведущие отрасли экономики: переработка сельскохозяйственной продукции, лесопереработка, деревообрабатывающая промышленность, а также сельское хозяйство и торговля.
Бывшие крупнейшие предприятия:
- Маслозавод «Николаевский» — масло сливочное, сухое молоко цельное, сухое молоко обезжиренное, творог, сметана и молоко (не функционирует, завод превратился в руины).
- Николаевский леспромхоз — срубы домов фрезерованные, срубы хозпостроек, пиломатериал, половая рейка, вагонка (не функционирует, частично работают арендованные помещения).
- Предприятие «Агросервис» (услуги по ремонту сельхозтехники).

## Население
| 1859  | 1868  | 1884  | 1900  | 1913  | 1930  | 1959  | 1970  | 1979  |
| ----- | ----- | ----- | ----- | ----- | ----- | ----- | ----- | ----- |
| 325   | ↗478  | ↗594  | ↗731  | ↗930  | ↘891  | ↗3880 | ↗4590 | ↗5438 |
| 1989  | 1996  | 2002  | 2009  | 2010  | 2012  | 2013  | 2014  | 2015  |
| ↗6434 | ↗7200 | ↘6476 | ↗6484 | ↘6389 | ↘6327 | ↘6236 | ↘6176 | ↘6094 |
| 2016  | 2017  | 2018  | 2019  | 2020  | 2021  |       |       |       |
| ↘6019 | ↘5994 | ↘5911 | ↘5843 | ↘5787 | ↘5697 |       |       |       |

## Инфраструктура
Действует Николаевский технологический техникум.
На 2000 год в Николаевке функционировали: ДК, народный театр, кинотеатр, Дом творчества учащихся, районная библиотека, средняя школа. В Ключиках — школа, музыкальная школа, районная станция юных техников, Никольская православная церковь, районная больница и поликлиника, роддом, районная санэпидемстанция, государственная племенная станция животноводства. Ж/д станция «Ключики». Аэродром «Николаевка», обслуживающие, в основном, самолёты, занятые на сельхозработах.
Действует один маршрут городского транспорта АТП-Маслозавод.

## Достопримечательности
- Памятник В. И. Ленину[11].
- Памятник Воинам-Николаевцам, погибшим в ВОВ. Открыт 9 мая 1980 года. Высота пилона — 22 м, на нём укреплено изображение ордена Отечественной войны и голова солдата в каске с выносом плащ-палатки. За пилоном расположена стела с четырьмя тематическими рельефами. Перед пилоном находится озвученный Вечный огонь. Памятник изготовлен из бетона с мраморной крошкой. Скульптор А. И. Клюев (1932 г.р.), архитектор Н. Н. Медведев.[11][42].
- Обелиск воинам, павшим в Афганистане и Чечне. Открыт 3 июля 2010 года по инициативе Николаевского филиала Ульяновского отделения Всероссийской общественной организации ветеранов «Боевое братство».

- Церковь Святого Николая в Николаевке.
- Памятник БМП-1 в Николаевке.
- Памятник БМ-13 в Николаевке.
- Железнодорожная станция "Ключики" в Николаевке.
- Станция "Ключики", Николаевка. Фото 1917 г.
- Переулок в Николаевке.